# معبد حتشپسوت

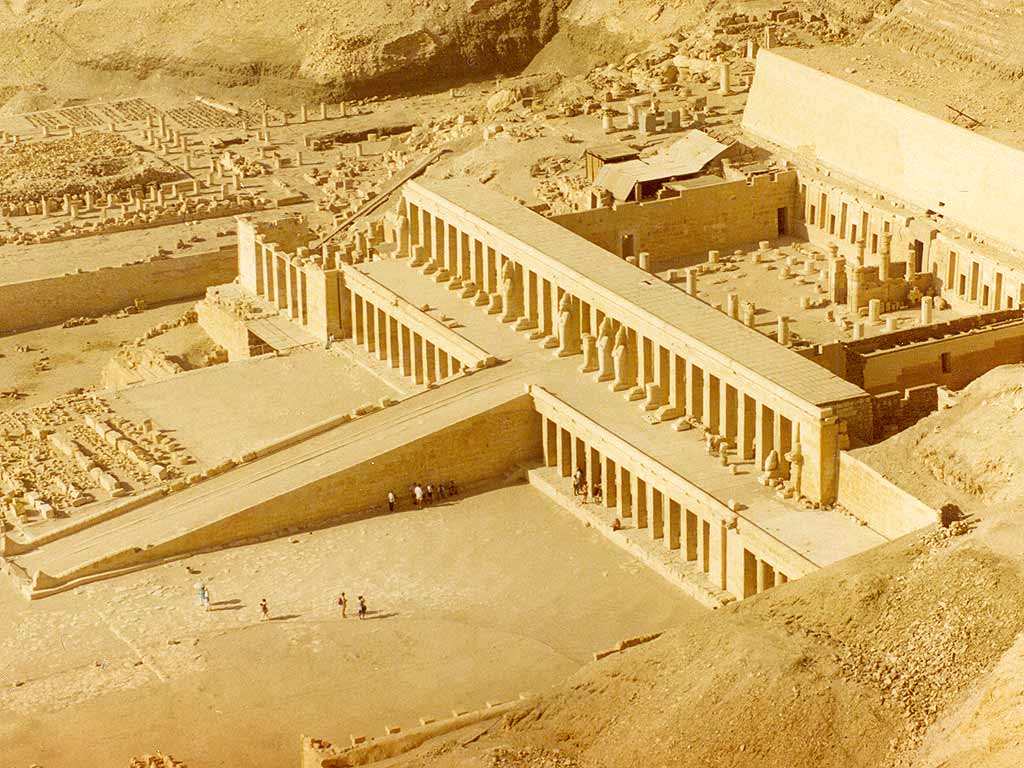
معبد حتشپسوت

معبد یادبود حتشپسوت (انگلیسی: Mortuary Temple of Hatshepsut) یکی از محبوب‌ترین بناهای یادبود در گورستان فراعنه در دره پادشاهان در مصر علیا است. این بنا در در طبقه زیرین محوطه صخره دیر البحری واقع شده است. معبد حتشپسوت در کنار معبد منتوهوتپ دوم قرار گرفته است. این معبد یادبود به خدای خورشید مصر باستان، آمون وقف شده است.
مومیایی منسوب به حتشپسوت یکی از اسرارآمیزترین مقبره‌ها در دره پادشاهان است. این مقبره برای نخستین بار در سال ۱۹۰۳ میلادی توسط هوارد کارتر باستان‌شناس بریتانیایی کشف شد، اما کارتر مقبره را که هدف دستبرد قرار گرفته بود بار دیگر مهر و موم کرد. مقبره در سال ۱۹۰۶ بازگشایی شد و یکی از اجساد مومیایی از آن خارج و به عنوان سیترا، پرستار سلطنتی حتشپسوت شناسایی شد.
ملکه «حَتْشِپْسوت» یکی از فراعنه مصر بود حدود ۳۵۰۰ سال پیش حکومت می‌کرد. پس از مرگش، نام وی از کلیه اسناد پاک شد که تصور می‌شود انتقام پسرخوانده‌اش از او بوده است.

## نگارخانه

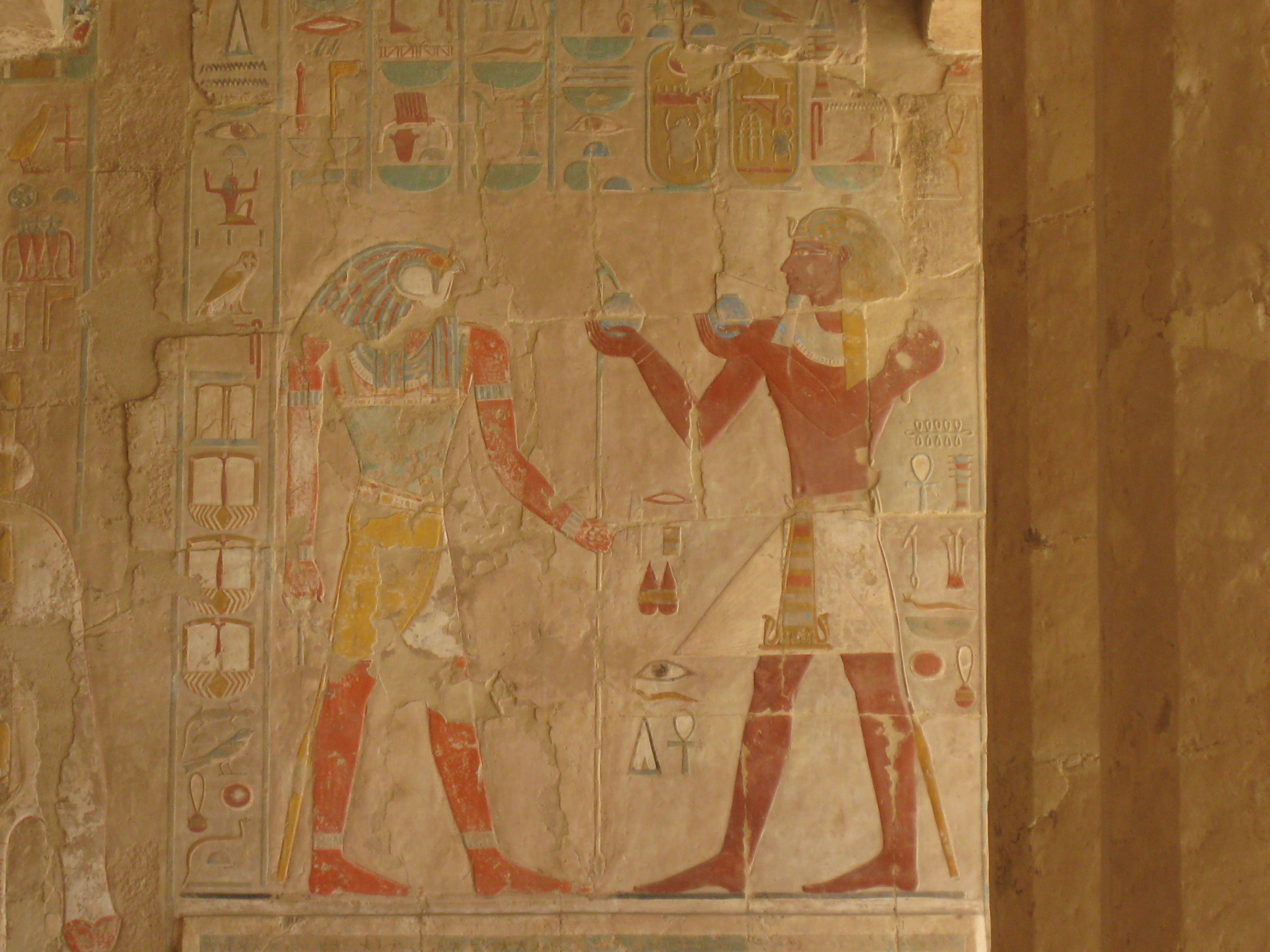
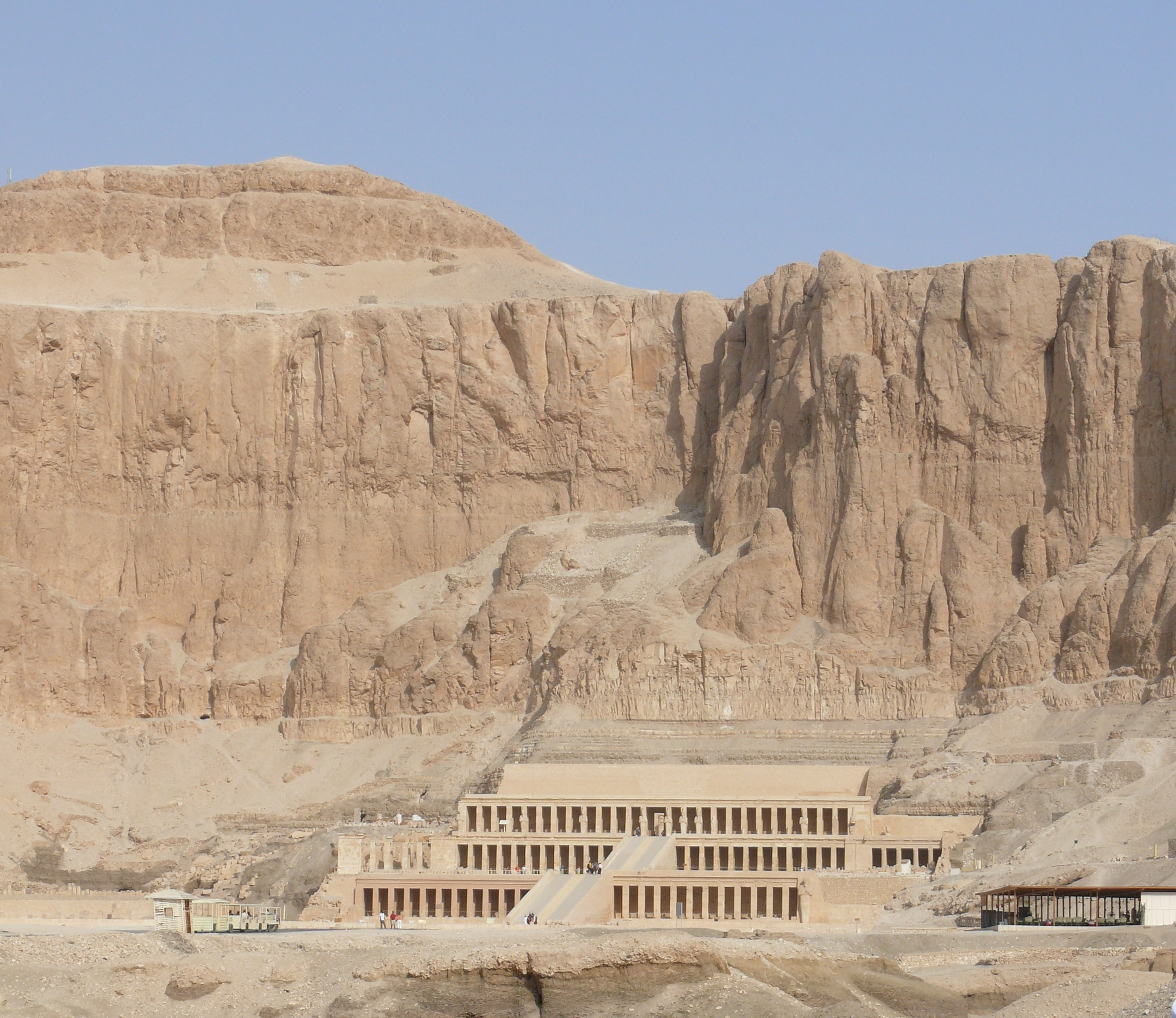